# Google Home
Google Home es un altavoz inteligente desarrollado por Google. El primer dispositivo se anunció en mayo de 2016 y se lanzó en Estados Unidos en noviembre de 2016, con lanzamientos posteriores en otros países durante todo 2017 y en español en julio de 2018. Google Home permite a los usuarios utilizar comando de voz para interactuar con servicios del asistente personal de Google, llamado Google Assistant. Se integra con un gran número de dispositivos, tanto de la marca como de terceros, lo que permite a los usuarios escuchar música, controlar vídeos y fotos,recibir noticias o controlar  dispositivos enteramente por voz. Los dispositivos de Google Home llevan así integrada la automatización en casa.

## Historia
En marzo de 2016, se publicó que Google estaba desarrollando un producto altavoz inteligente para competir contra Amazon Echo. Google Home fue anunciado oficialmente en la conferencia de desarrollos de Google I/O en mayo de 2016, donde también se anunció que Home manejaría Asistente de Google (la evolución conversacional Google Now para integrar otros productos anunciados en la conferencia también). En octubre de 2016, una aplicación (app) para los sistemas operativos para dispositivos móviles iOS y Android solía inicializar Google Home y otros dispositivos de streaming fue renombrada de "Google Cast" a "Google Home", dejando el nombre Google Cast como el nombre para describir el protocolo que envía contenidos de audio y vídeo para su reproducción a otros dispositivos.
El altavoz inteligente Google Home fue lanzado a la venta en los Estados Unidos el 4 de noviembre de 2016, y en el Reino Unido el 6 de abril de 2017. En mayo de 2017 Google anunció que el Google Home estaría disponible en Australia, Canadá, Francia, Alemania y Japón a mediados de 2017, por lo que el dispositivo se hizo disponible en preventa en Canadá el 2 de junio de 2017, con fecha de liberación al 26 de junio de 2017. En julio de 2017, Google anunció el lanzamiento de Google Home para el 20 de julio de 2017, en Francia para el 3 de agosto de 2017, en Alemania el 8 de agosto de 2017, y en Italia el 27 de marzo de 2018. Google Home fue lanzado para Hispanoamérica ya en español a mediados de 2018.
El 4 de octubre de 2017, Google anunció el "Google Home Mini", una versión más pequeña y económica del Google Home; el cual salió al mercado el 19 de octubre de 2017, junto con el "Google Home Max", una versión más grande y cara, la cual fue lanzada el 11 de diciembre de 2017. El Google Home y el Home Mini fueron lanzados en la India el 10 de abril de 2018.